# 须草莺
须草莺（学名：Schoenicola striatus）一种分布于南亚地区的小型雀形目鸟类，隶属于蝗莺科芦莺属。其种加词“striatus ”意为“有条纹的”。本种由英国动物学家托马斯·卡文希尔·杰顿于1841年描述发表。